# Гайнц Фібіг
Гайнц Фібіг (нім. Heinz Fiebig; 23 березня 1897, Забже — 30 березня 1964, Зезен) — німецький воєначальник, генерал-майор вермахту. Кавалер Лицарського хреста Залізного хреста.

## Біографія
21 серпня 1914 року вступив в Прусську армію. Учасник Першої світової війни. Після демобілізації армії залишений в рейхсвері. В 1936-39 роках — інструктор Військової академії Дрездена. Перед початком Другої світової війни призначений командиром батальйону 192-го піхотного полку. Учасник Польської, Бельгійської, Голландської і Французької кампаній. В кінці 1940 року батальйон Фіцбіга був переведений в 575-й піхотний полк. З березня 1941 по червень 1943 року — командир 448-го піхотного полку 137-ї піхотної дивізії. Учасник Німецько-радянської війни. З 12 вересня по 5 жовтня 1943 року — командир 246-ї піхотної дивізії, пізніше очолив військове училище 4-ї армії. З 26 вересня 1944 року — командир 84-ї піхотної дивізії. 8 травня 1945 року взятий в полон союзниками. В 1947 році звільнений.

## Звання
- Фанен-юнкер (21 серпня 1914)
- Фанен-юнкер-унтерофіцер (6 грудня 1914)
- Лейтенант (23 січня 1915)
- Оберлейтенант (31 липня 1925)
- Гауптман (1 квітня 1931)
- Майор (1 січня 1936)
- Оберстлейтенант (1 березня 1939)
- Оберст (1 лютого 1942)
- Генерал-майор (1 грудня 1944)

## Нагороди
- Залізний хрест
  - 2-го класу (27 січня 1916)
  - 1-го класу (14 серпня 1917)
- Сілезький Орел 2-го ступеня
- Нагрудний знак «За поранення» в чорному (17 травня 1926)
- Почесний хрест ветерана війни з мечами
- Німецький Олімпійський знак 2-го класу
- Медаль «За вислугу років у Вермахті» 4-го, 3-го, 2-го і 1-го класу (25 років)
- Застібка до Залізного хреста
  - 2-го класу (25 червня 1941)
  - 1-го класу (10 липня 1941)
- Хрест Воєнних заслуг 2-го класу з мечами
- Німецький хрест в золоті (28 лютого 1942)
- Штурмовий піхотний знак в сріблі (18 березня 1942)
- Медаль «За зимову кампанію на Сході 1941/42» (16 липня 1942)
- Лицарський хрест Залізного хреста (8 травня 1945)